# Lincoln (film)
Lincoln är en amerikansk biografisk film från 2012 regisserad av Steven Spielberg. Den baseras på Doris Kearns Goodwins biografiroman Team of Rivals: The Political Genius of Abraham Lincoln.
Daniel Day-Lewis spelar huvudrollen som Abraham Lincoln. Först var Liam Neeson påtänkt för rollen, men avböjde senare. Sally Field spelar rollen som Lincolns hustu Mary Todd Lincoln. I andra roller syns bland andra David Strathairn, Joseph Gordon-Levitt, Tommy Lee Jones, Hal Holbrook och James Spader.
Vid Oscarsgalan 2013 nominerades filmen till 12 Oscars, bl.a. Bästa film, Bästa regi, Bästa manliga biroll (Tommy Lee Jones), Bästa kvinnliga biroll (Sally Field) och Bästa manus efter förlaga. Den vann till slut två Oscars, en för Bästa manliga huvudroll (Daniel Day-Lewis) och en för Bästa scenografi.

## Handling
Januari 1865, amerikanska inbördeskrigets fjärde år. President Abraham Lincoln försöker med passionerad och intensiv tapperhet övertala USA:s krigshärjade nations bittert splittrade regering att avskaffa slaveriet, ett beslut som för evigt kommer att förändra historien. För att göra det måste Lincoln få det 13:e tillägget antaget, och det måste göras innan inbördeskriget avslutas för att inte riskera att slaveriet finns kvar efter krigets slut. Så en votering kommer hållas i slutet av januari månad där de fria republikanska staterna (nordstaterna) och de förslavade demokratiska konfedererade staterna (sydstaterna) ska rösta om ifall det 13:e tillägget ska antas, och därmed avskaffa slaveriet, eller inte. Problemet är att även om alla republikaner röstar ja för tillägget behöver Lincoln ändå få 20 demokrater att också rösta ja. Och hur kan man ens få några demokrater från de konfedererade staterna att säga ja till avskaffandet av slaveriet? Samtidigt förbereder Lincoln i hemlighet ett möte med tre delegater från de konfedererade staterna för att diskutera med dem om att få ett slut på kriget.

## Rollista

### Lincolns hushåll
- Daniel Day-Lewis - Abraham Lincoln, USA:s 16:e president[5].
- Sally Field - Mary Todd Lincoln, USA:s första dam[6].
- Joseph Gordon-Levitt - Robert Todd Lincoln[7].
- Gulliver McGrath - Thomas "Tad" Lincoln
- Gloria Reuben[8] - Elizabeth Keckley.
- Stephen Henderson - William Slade, Lincolns betjänt[9].
- Elizabeth Marvel - Mrs. Jolly[9].

### Vita huset
- David Strathairn - William H. Seward, USA:s utrikesminister[10].
- Bruce McGill - Edwin M. Stanton, USA:s krigsminister[11].
- Joseph Cross - Major John Hay, Lincolns militärsekreterare.
- Jeremy Strong - John George Nicolay, Lincolns personlige sekreterare[12][9].
- Grainger Hines - Gideon Welles, USA:s marinminister[13].
- Richard Topol - James Speed, USA:s justitieminister[9].
- Dakin Matthews - John Palmer Usher, USA:s inrikesminister[12][9].
- Walt Smith - William P. Fessenden, USA:s finansminister[13].
- James Ike Eichling - William Dennison, Jr., USA:s postminister[13].

### Representanthuset
- Tommy Lee Jones - Thaddeus Stevens, republikansk kongressledamot från Pennsylvania[7].
- Lee Pace - Fernando Wood, demokratisk kongressledamot och talare från New York.
- Peter McRobbie - George H. Pendleton, demokratisk kongressledamot från Ohio och ledare för den demokratiska oppositionen.
- Bill Raymond - Schuyler Colfax, talmannen i USA:s representanthus från Indiana, en republikan.
- David Costabile - James Mitchell Ashley, republikansk kongressledamot från Ohio[12].
- Stephen Spinella - Asa Vintner Litton, en republikansk kongressledamot[9].
- Michael Stuhlbarg - George Helm Yeaman, demokratisk kongressledamot från Kentucky[9].
- Boris McGiver - Alexander Hamilton Coffroth, demokratisk kongressledamot från Pennsylvania[12].
- Walton Goggins - Clay Hawkins, demokratisk kongressledamot från Ohio[14].
- David Warshofsky - William Hutton, kongressledamot[12].
- Michael Stanton Kennedy - Hiram Price, republikansk kongressledamot från Iowa.
- Christopher Evan Welch - Edward McPherson.

### Republikanska partiet
- James Spader - William N. Bilbo, privatdetektiv för det republikanska partiet.
- Hal Holbrook[12] - Francis Preston Blair[9].
- John Hawkes - Överste Robert Latham, republikansk privatdetektiv[12].
- Tim Blake Nelson[15] - Richard Schell, korridorpolitiker.
- Byron Jennings[12] - Montgomery Blair, konservativ republikan[9].
- Julie White - Elizabeth Blair Lee, dotter till Francis Preston Blair[9].
- S. Epatha Merkerson - Lydia Hamilton Smith, Thaddeus Stevens hushållerska[9].
- Wayne Duvall - Senator Benjamin "Bluff Ben" Wade, republikan.
- John Hutton - Senator Charles Sumner[13].

### Amerikas konfedererade stater
- Jackie Earle Haley - Alexander Hamilton Stephens, Vicepresident för Amerikas konfedererade stater[16].
- Gregory Itzin - John Archibald Campbell[9].
- Michael Shiflett - Senator Robert M.T. Hunter, den tredje delegaten för Hampton Roads.
- Christopher Boyer (icke-talande roll) - General Robert E. Lee.

### Unionsarmén
- Jared Harris - Generallöjtnant Ulysses S. Grant[9].
- Colman Domingo - Menige Harold Green[9].
- David Oyelowo - Korpral Ira Clark[17].
- Lukas Haas - Vit soldat #1[9].
- Dane DeHaan - Vit soldat #2[9].
- Adam Driver - Samuel Beckwith, Lincolns telegrafoperatör[9].

## Utmärkelser
| År   | Pris         | Resultat  | Kategori                        | Personer                                      |
| ---- | ------------ | --------- | ------------------------------- | --------------------------------------------- |
| 2012 | Oscar        | Belönad   | Bästa manliga huvudroll         | Daniel Day-Lewis                              |
| 2012 | Oscar        | Belönad   | Bästa scenografi                | Rick Carter och Jim Erickson                  |
| 2012 | Oscar        | Nominerad | Bästa film                      | Steven Spielberg och Kathleen Kennedy         |
| 2012 | Oscar        | Nominerad | Bästa regi                      | Steven Spielberg                              |
| 2012 | Oscar        | Nominerad | Bästa manliga biroll            | Tommy Lee Jones                               |
| 2012 | Oscar        | Nominerad | Bästa kvinnliga biroll          | Sally Field                                   |
| 2012 | Oscar        | Nominerad | Bästa manus efter förlaga       | Tony Kushner                                  |
| 2012 | Oscar        | Nominerad | Bästa filmmusik                 | John Williams                                 |
| 2012 | Oscar        | Nominerad | Bästa foto                      | Janusz Kaminski                               |
| 2012 | Oscar        | Nominerad | Bästa kostym                    | Joanna Johnston                               |
| 2012 | Oscar        | Nominerad | Bästa klippning                 | Michael Kahn                                  |
| 2012 | Oscar        | Nominerad | Bästa ljud                      | Andy Nelson, Gary Rydstrom och Ronald Judkins |
| 2012 | Golden Globe | Belönad   | Bästa manliga huvudroll - drama | Daniel Day-Lewis                              |
| 2012 | Golden Globe | Nominerad | Bästa film - drama              |                                               |
| 2012 | Golden Globe | Nominerad | Bästa regi                      | Steven Spielberg                              |
| 2012 | Golden Globe | Nominerad | Bästa manliga biroll            | Tommy Lee Jones                               |
| 2012 | Golden Globe | Nominerad | Bästa kvinnliga biroll          | Sally Field                                   |
| 2012 | Golden Globe | Nominerad | Bästa manus                     | Tony Kushner                                  |
| 2012 | Golden Globe | Nominerad | Bästa filmmusik                 | John Williams                                 |
| 2012 | BAFTA        | Belönad   | Bästa manliga huvudroll         | Daniel Day-Lewis                              |
| 2012 | BAFTA        | Nominerad | Bästa film                      |                                               |
| 2012 | BAFTA        | Nominerad | Bästa manliga biroll            | Tommy Lee Jones                               |
| 2012 | BAFTA        | Nominerad | Bästa kvinnliga biroll          | Sally Field                                   |
| 2012 | BAFTA        | Nominerad | Bästa manus efter förlaga       | Tony Kushner                                  |
| 2012 | BAFTA        | Nominerad | Bästa filmmusik                 | John Williams                                 |
| 2012 | BAFTA        | Nominerad | Bästa foto                      | Janusz Kaminski                               |
| 2012 | BAFTA        | Nominerad | Bästa kostym                    | Joanna Johnston                               |
| 2012 | BAFTA        | Nominerad | Bästa smink                     | Lois Burwell och Kay Georgiou                 |
| 2012 | BAFTA        | Nominerad | Bästa scenografi                | Rick Carter och Jim Erickson                  |